# Verdrag voor de Bescherming van de Biodiversiteit op Volle Zee

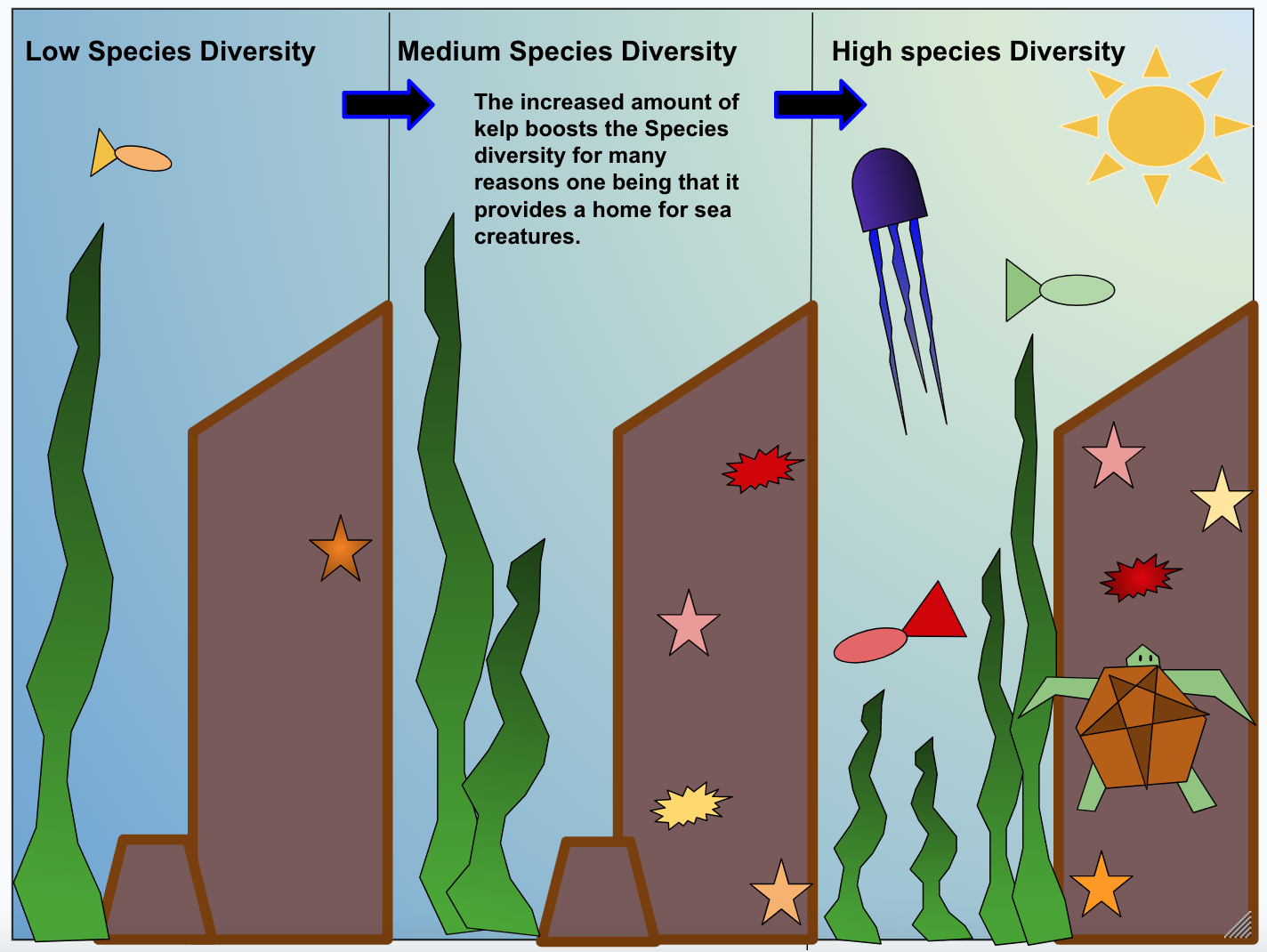
Niveaus van soortenbiodiversiteit in de oceaan.

Het Verdrag voor de Bescherming van Biodiversiteit op Volle Zee is een juridisch bindend instrument voor het behoud en duurzaam gebruik van mariene biologische diversiteit in zeegebieden buiten nationale jurisdictie (vandaar ook de benaming BBNJ-verdrag, voor Biodiversity Beyond National Jurisdiction). Het is een overeenkomst in het kader van het VN-Zeerechtverdrag (UNCLOS). 

## Voorgeschiedenis
Uitgangspunten voor het Verdrag waren de VN-resoluties 69/292 van 19 juni 2015 en 72/249 van 24 december 2017.
Het Verdrag realiseert de doelstelling om 30% van de oceaan te beschermen tegen 2030, een principieel besluit van de COP Biodiversiteitsconferentie in Montreal in 2022, op basis van wetenschappelijke gegevens. In deze zones worden menselijke activiteiten strikt geregeld, met een focus op duurzame scheepvaart en watertoerisme, wetenschappelijk onderzoek en een beperking van de visserij.

## Onderhandelingen
De tekst werd afgerond tijdens een intergouvernementele conferentie bij de VN op 4 maart 2023 en aangenomen op 19 juni 2023.
Het verdrag bevat vier thema's:
- Mariene genetische hulpbronnen (MGR's), inclusief de eerlijke en billijke verdeling van opbrengsten.
- Gebiedsgebonden beheersinstrumenten (ABMT's), waaronder beschermde mariene gebieden (MPA's).
- Milieueffectrapportage (MEB's).
- Capaciteitsopbouw en overdracht van mariene technologie (CB&TMT).

De gebiedsgerichte beheersinstrumenten en milieueffectrapportages hebben vooral betrekking op het behoud en duurzaam gebruik van de mariene biodiversiteit, terwijl de mariene genetische hulpbronnen en capaciteitsopbouw en overdracht van mariene technologie kwesties zijn van economische rechtvaardigheid en billijkheid.

## Procedure
Voordat het verdrag in werking kan treden, moet het door minstens 60 VN-lidstaten worden geratificeerd. Naast staten kunnen ook regionale organisaties voor economische integratie partij worden bij het verdrag. Het ondertekeningsproces zal waarschijnlijk enige tijd in beslag nemen. Het vorige verdrag, UNCLOS, werd in 1982 aangenomen en trad in 1994 in werking. In 2025 was het BBNJ-verdrag door 139 leden ondertekend en door 53 leden geratificeerd, waaronder de Europese Unie. Sommige landen, waaronder de Verenigde Staten, moeten het echter nog ondertekenen en ratificeren.